# Kollnburg

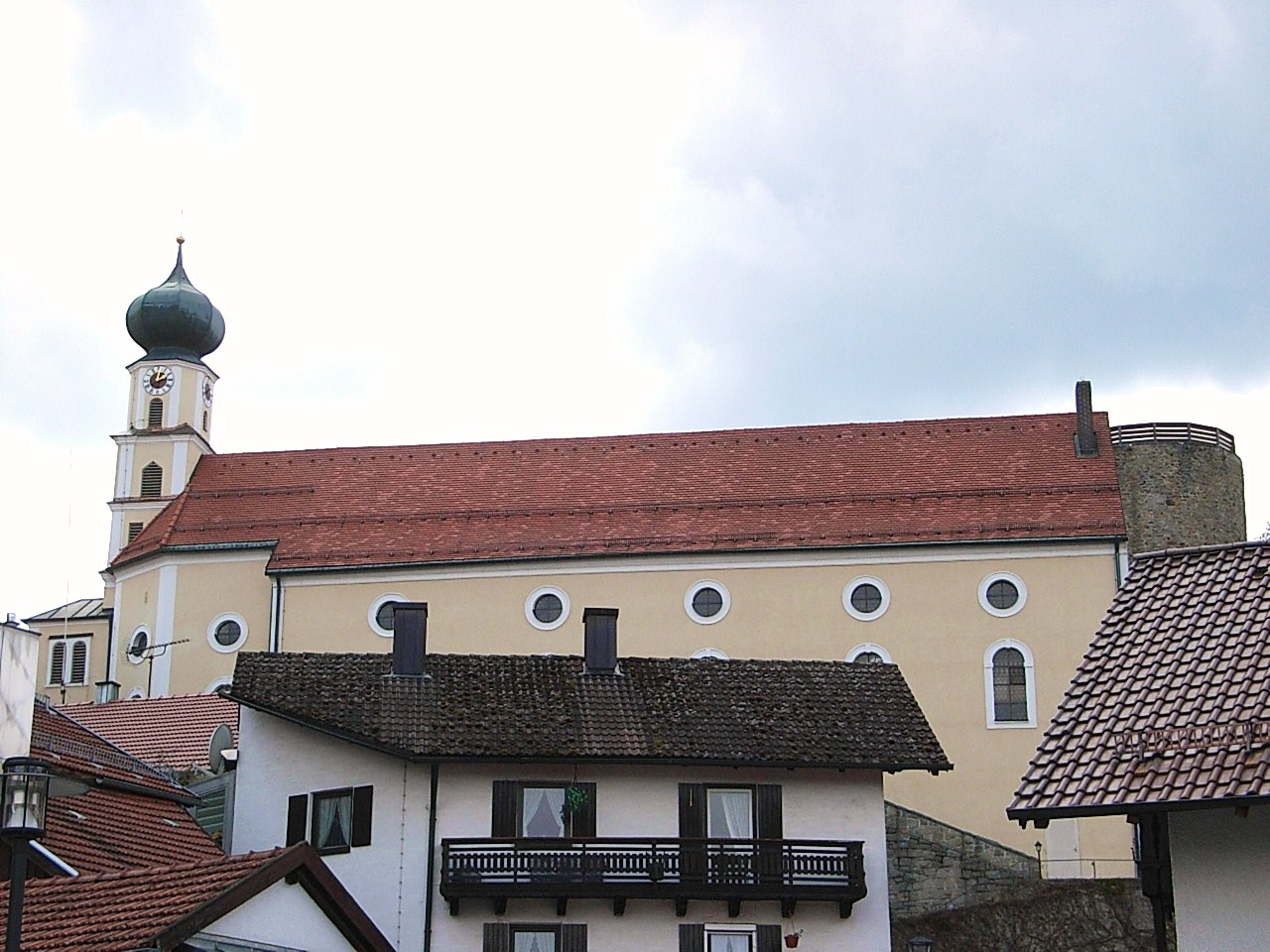
Die Pfarrkirche Hl. Dreifaltigkeit

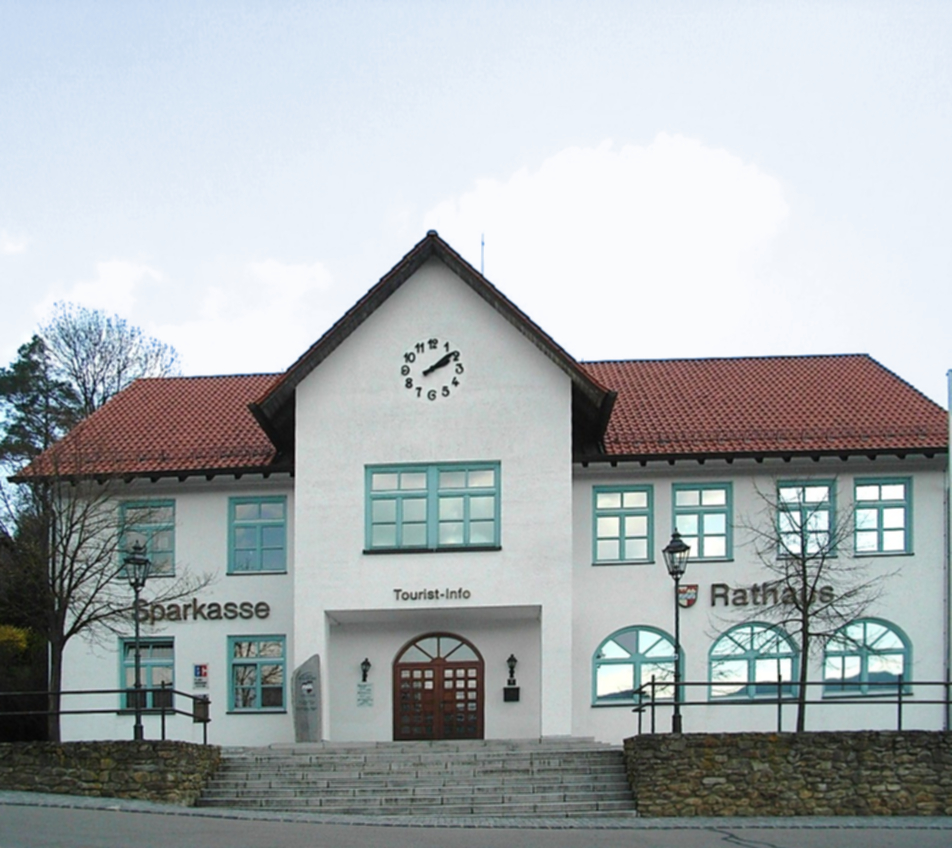
Das Rathaus von Kollnburg

Kollnburg ist eine Gemeinde im niederbayerischen Landkreis Regen. Ein Teil des Gemeindegebietes, darunter das gleichnamige Pfarrdorf, ist staatlich anerkannter Erholungsort.

## Geografie

### Lage
Die Gemeinde liegt in der Region Donau-Wald inmitten des Bayerischen Waldes nördlich des 1050 m hohen Pröller zwischen Viechtach (fünf Kilometer) und Sankt Englmar (sechs Kilometer). Die beiden Städte Bogen und Regen sind jeweils 27 km entfernt, während es nach Deggendorf und Cham jeweils 31 km sind.

### Gemeindegliederung
Es gibt 100 Gemeindeteile:
- Allersdorf
- Altaitnach
- Aumühle
- Ayrhof
- Bach
- Baierweg
- Berging
- Böhmersried
- Bramersberg
- Brandhof
- Dörfl
- Ehren
- Einweging
- Eisberg
- Fellerhof
- Gnad
- Göllhorn
- Göttlhof
- Grub
- Gsteinach
- Haberbühl
- Haiderhof
- Händlern
- Hartmannsberg
- Hilb
- Himmelwies
- Hinterberg
- Hinterholzen
- Hinterviechtach
- Hochstraß
- Hof
- Höfen
- Holzapflern
- Hornhof
- Kagermühle
- Kammeraitnach
- Kandlerhof
- Karglhof
- Kirchaitnach
- Kollnburg
- Lehen
- Leuthen
- Liebhof
- Maierhof
- Mehlbach
- Mittergrößling
- Müllersdorf
- Münchshöfen
- Neidling
- Nößling
- Obergrößling
- Oberhofen
- Oberriedl
- Obersteinbühl
- Oed
- Oedhof
- Ogleinsmais
- Pimmern
- Pröllersäge
- Raklern
- Ramersdorf
- Raßmann
- Rechertsried
- Reichsdorf
- Reisach
- Rieglkopf
- Sattel
- Schmidaitnach
- Schreinermühle
- Schwarzgrub
- Schwarzhof
- Schweinberg
- Schweinberger Mühle
- Sedlhof
- Sickermühle
- Steffelhof
- Stein
- Tafertshof
- Tafnern
- Taging
- Tanzstadl
- Täublhof
- Täublmühle
- Unterdornach
- Untergrößling
- Unterriedl
- Untersteinbühl
- Vorderau
- Waldhof
- Weggütl
- Weidhaus
- Weinhartsau
- Wetterstein
- Wies
- Wieshof
- Wieshof
- Windsprach
- Winklern
- Winterlehen
- Zahrmühle

Mitter-, Ober- und Unterberging zählen mittlerweile zum Gemeindeteil Berging.
Kollnburg besteht aus den Gemarkungen Allersdorf, Kirchaitnach, Kollnburg und Rechertsried.

## Geschichte

### Bis zur Gemeindegründung
Die Ortsgeschichte ist eng mit der gleichnamigen Burg verbunden, die 1153 erstmals als Chalnberch erwähnt wurde. Noch 1685 hieß es Kalmperg, während es von Bernhard Grueber und Adalbert Müller in ihrem 1846 erschienenen Buch Der bayrische Wald als Kohlenburg bezeichnet wird. In den „Beiträgen zur Statistik des Königreichs Bayern“ wird der Ort bereits ab dem Heft XXI aus dem Jahr 1869 Kollnburg bezeichnet.
Kollnburg gehörte den Freiherrn von Kastner. Der Ort war Teil des Kurfürstentums Bayern, bildete aber eine geschlossene Hofmark, deren Sitz Kollnburg war. Im Zuge der Verwaltungsreformen in Bayern entstand mit dem Gemeindeedikt von 1818 die heutige Gemeinde.

### Eingemeindungen
Im Zuge der Gemeindegebietsreform wurden am 1. Oktober 1971 die Gemeinde Rechertsried und am 1. Mai 1978 die Gemeinden Allersdorf und Kirchaitnach in die Gemeinde Kollnburg eingegliedert.

### Einwohnerentwicklung
Zwischen 1988 und 2018 stagnierte bzw. sank die Einwohnerzahl minimal von 2800 auf 2795 um 5 Einwohner bzw. um 0,2 %.
| Jahr | Einwohner |
| ---- | --------- |
| 1867 | 1027      |
| 1871 | 1060      |
| 1961 | 2764      |
| 1970 | 2695      |
| 1987 | 2786      |
| 1991 | 2838      |
| 1995 | 2905      |
| 2000 | 2970      |
| 2005 | 2891      |
| 2010 | 2894      |
| 2015 | 2787      |
| 2023 | 2775      |

## Politik

### Gemeinderat
Der Gemeinderat setzt sich seit der Kommunalwahl vom 15. März 2020 wie folgt zusammen:
- CSU: 4 Sitze (33,42 % der Stimmen)
- FW: 5 Sitze (35,09 % der Stimmen)
- Bürger für Kollnburg: 3 Sitze (18,76 % der Stimmen)
- GPÖ: 2 Sitze (12,73 % der Stimmen)

### Bürgermeister
Erster Bürgermeister ist seit 1. Mai 2020 Herbert Preuß (FW). Bei den Kommunalwahlen 2020 gewann dieser mit 55,1 Prozent die Stichwahl am 29. März 2020 gegen die bisherige Amtsinhaberin Josefa Schmid, die seit 2008 erste Bürgermeisterin war.

### Wappen
| Wappen Gde. Kollnburg | Blasonierung: „Geteilt durch einen von Silber und Blau in drei Reihen gerauteten Balken; oben gespalten von Silber und Rot und zinnenförmig geteilt in verwechselten Farben, unten gespalten von Silber und Rot.“ |
| Wappen Gde. Kollnburg | Wappenbegründung: Das Gemeindewappen von Kollnburg verbindet Elemente aus den Familienwappen von Adelsgeschlechtern, die für die Geschichte des Gemeindegebiets von Bedeutung waren. Die weiß-blauen Rauten erinnern sowohl an die Kollnburger (Kallenberger, Chalmberger), das erste, vom 12. bis zum 14. Jahrhundert in Kollnburg nachweisbare Geschlecht, als auch an die Nußberger, die 1363 auf die Kollnburger folgten und die Burg bis zu ihrem Scheitern im Böcklerkrieg 1468/69 und zum Erwerb Kollnburgs durch Herzog Albrecht IV. 1472, dann später nochmals von 1531 bis 1551 innehatten. Die Kollnburger und die Nußberger gehörten ursprünglich zu den Ministerialen der 1242 ausgestorbenen Grafen von Bogen und führten deshalb deren Rauten im Wappen. Die formale Gliederung des Schildes orientiert sich daran, dass die Kollnburger die Rauten im gespaltenen Schild, die Nußberger in einem Balken führten. Die Rauten gingen mit dem Bogener Erbe 1242 an die Wittelsbacher über und wurden zum bayerischen Landeswappen. Der Zinnenschnitt oben symbolisiert die vermutlich im 11. Jahrhundert als Ministerialensitz der Grafen von Bogen errichtete Feste Kollnburg, von der noch Überreste erhalten sind. Dieses Wappen wird seit 1983 geführt. |

## Bau- und Bodendenkmäler
- Burgruine Kollnburg: Burgruine mit Rundturm und Burgbrunnen
- Burgstall Kollnburg

## Wirtschaft  und Infrastruktur

### Statistik
Es gab im Jahr 2020 nach der amtlichen Statistik im Bereich der Land- und Forstwirtschaft sieben, im produzierenden Gewerbe 264 und im Bereich Handel und Verkehr 83 sozialversicherungspflichtig Beschäftigte am Arbeitsort. In sonstigen Wirtschaftsbereichen waren am Arbeitsort 164 Personen sozialversicherungspflichtig beschäftigt. Sozialversicherungspflichtig Beschäftigte am Wohnort gab es insgesamt 1132. Im verarbeitenden Gewerbe gab es keine, im Bauhauptgewerbe zwölf Betriebe. Zudem bestanden im Jahr 2016 97 landwirtschaftliche Betriebe mit einer landwirtschaftlich genutzten Fläche von 2430 Hektar, davon waren 1885 Hektar Dauergrünfläche.

### Tourismus
Als Erholungsort staatlich anerkannt sind die Gemeindeteile Kollnburg, Bach, Baierweg, Gnad, Hochstraß, Höfen, Hornhof, Kagermühle, Karglhof, Marktbuchen, Oed, Ogleinsmais, Reichsdorf, Reisach, Sattel, Schreinermühle, Steffelhof, Tafertshof, Unterdornach, Waldhof, Weggütl, Wieshof und Windsprach.

### Bildung
Es gibt folgende Einrichtungen (Stand: 2021):
- zwei Kindertageseinrichtungen mit 107 Kindergartenplätzen und 101 Kindern
- Eine Grundschule mit vier Klassen und sechs Lehrkräften im Zentrum von Kollnburg

## Persönlichkeiten
- Josef Kollmer (1901–1948), Landwirt, SS-Obersturmführer
- Josef Biebl (* 1959), Arbeitsrechtler und Richter am Bundesarbeitsgericht
- Florian Pledl (* 1984), Akkordeonist von Da Rocka & da Waitler